# 島根県立こころの医療センター
島根県立こころの医療センター（しまねけんりつこころのいりょうセンター）は、島根県出雲市にある島根保健医療圏内医療機関の一つ。1969年（昭和44年）8月25日に設置された県立の病院である。

## 診療科目
- 精神科
- 心療内科

## 指定
精神科救急医療施設
・精神保健福祉法応急入院指定病院
・障害者自立支援法指定自立支援医療機関（精神通院医療）
・心神喪失者等医療観察法指定通院医療機関
・心神喪失者等医療観察法指定入院医療機関
・指定難病医療機関
・生活保護指定医療機関
・感染症予防法結核指定医療機関
・原爆被爆者援護法被爆者一般疾病医療機関
・日本精神神経学会精神科専門医制度研修施設
・臨床研修協力施設（臨床研修病院群名鳥取大学医学部附属病院）（島根県立中央病院の臨床研修協力施設）
・地域医療病院実習協力医療機関（島根大学医学部）

## アクセス
- JR西日本西出雲駅より徒歩18分
- 西出雲駅・出雲市駅より送迎バスあり